# Turbodiesel
Turbodiesel er en betegnelse for en dieselmotor, hvor den til motoren tilførte forbrændingsluft forkromprimeres af én eller flere turboladere, hvorved der kan ledes mere luft ind i forbrændingskammeret. En turbodieselmotor kan med samme slagvolume tilføre og forbrænde mere ilt og dermed også mere dieselolie end en konventionel sugedieselmotor. Disse forhold bevirker for dieselmotoren en signifikant forøgelse af den mulige effekt.

## Aktuelt
I dag fremstilles der stort set kun turbodieselmotorer med direkte indsprøjtning.
Mercedes-Benz gennemførte i 1978 i prototypen C111 forsøg med trykladede dieselmotorer. Med motoren OM 617 introduceredes samme år for første gang i personbilssegmentet en serieproduceret, trykladet dieselmotor (dengang uden direkte indsprøjtning) i eksportmodellen 300 SD af type 126. Motoren kunne fra 1979 også fås i modellen 300 TD Turbodiesel af den mindre type 123.

## Turbotøven
Turbotøven betegner en effekt, som udelukkende optræder ved trykladede motorer. I det nederste omdrejningsområde arbejder motoren kun som sugemotor, når mængden af udstødningsgas ikke rækker til at holde turbinen i høje omdrejninger. På grund af det lave omdrejningstal kan kompressoren ikke komprimere luften stærkt nok; den opnår først sit regelladetryk over et bestemt omdrejningstal.
Føreren bemærker først turbotøven gennem en langsom acceleration af bilen, selv når speederen trædes helt i bund, da en ladetryksafhængig regulator sørger for, at den maksimalt mulige indsprøjtningsmængde (på trods af "fuld gas") kun forøges indtil ladetrykket stiger. Under den i starten hårde acceleration stiger turboladerens omdrejningstal og dermed også ladetrykket kun langsomt. Fra et karakteristisk omdrejningstal (alt efter motor mellem 1600 og 2500 omdr./min.) når ladetrykket dog ret hurtigt op på maksimum, da turboladerens mølle som følge af den nu tilstrækkelige udstødningsstrøm drejer hurtigt nok rundt og dermed kan opbygge regelladetrykket. Dette kan mærkes ved en stigning i drejningsmomentet samtidig med en lidt forsinket, men overproportional effektreduktion og en tilsvarende acceleration. Forsinkelsen af den optimale gennemstrømning betegnes som "tøven".
I moderne turbodieselmotorer kommer den variable turbinegeometri ofte til indsats. Den optimerer også gennemstrømningen til turbomøllen ved lave udstødningsmængder, hvorved turboladerens omdrejningstal og afgivne effekt samt ladetrykket stiger. Turbotøven kan dog kun elimineres fuldstændigt ved installation af en trykluftspreder med tilsvarende styring.

## Efterløb
Efter høj belastning (længere tids kørsel med høj hastighed) bør motoren ikke stoppes straks efter standsning, men køre i tomgang yderligere 1 til 2 minut(ter) (typisk eksempel: standsning på en motorvejsrasteplads). Grunden hertil er de høje udstødningstemperaturer under belastning, som gør turbomøllen meget varm. Hvis motoren standses omgående i denne tilstand, kommer varmen fra turbomøllen over i turboladeren som når motoren standses ikke længere nedkøles af frisk olie. Den resterende olie i turboladerens lejer forkoger derved, sætter sig fast i lejerne og gør disses spillerum endnu mindre. Hvis dette gøres relativt ofte, bliver spillerummet på længere sigt for lille eller uregelmæssigt, og ved fuld belastning tilstoppes lejerne fuldstændigt. Derved kommer olien ud i udstødningen med fare for den efterfølgende trafik (røg og olie på kørebanen) til følge. Ved efterløb falder udstødningstemperaturen derimod hurtigere, og effekten optræder dermed ikke hhv. ikke så stærkt.
Ved efterløb forhindres også, at turboladerens levetid reduceres unødigt. Ud over opbrugt indsprøjtningspumpe og -dyser, forkert indstilling af pumpeparametrene samt de principbetingede ulemper ved ældre fødesystemer (hvirvelkammerindsprøjtning) er førnævnte en effekt, som på ældre turbodieselmotorer kan føre til blå røg og øget olieforbrug.